# Gordonia penangensis
Gordonia penangensis là một loài thực vật thuộc họ Theaceae. Loài này có ở Malaysia và Singapore. Chúng hiện đang bị đe dọa vì mất môi trường sống.